# 744 (szám)
A 744 (római számmal: DCCXLIV) egy természetes szám.

## A szám a matematikában
A tízes számrendszerbeli 744-es a kettes számrendszerben 1011101000, a nyolcas számrendszerben 1350, a tizenhatos számrendszerben 2E8 alakban írható fel.
A 744 páros szám, összetett szám, négy egymást követő prímszám összege (179 + 181 + 191 + 193). Kanonikus alakban a 23 · 31 · 311 szorzattal, normálalakban a 7,44 · 102 szorzattal írható fel. Tizenhat osztója van a természetes számok halmazán, ezek növekvő sorrendben: 1, 2, 3, 4, 6, 8, 12, 24, 31, 62, 93, 124, 186, 248, 372 és 744.